# 반연천
반연천(盤淵川)은 울산광역시 울주군 언양읍 반연리의 토곡저수지에서 발원하여 대체로 동류하다가 태화강의 지류인 대곡천(현재 태화강 본류)으로 흘러드는 강이다.2009년 6월 5일 울산광역시는 이 강의 개선사업의 공사내용을 조정해 2억4천300만 원으로 줄였다.